# Norges Bondelag
Le Norges Bondelag (en français : Syndicat des agriculteurs norvégiens ou Association paysanne de Norvège) est un groupe de défense d'intérêts norvégien. Il s'agit du plus grand syndicat d'agriculteurs du pays.
En tant que syndicat, il négocie les différents aspects de la politique agricole norvégienne, en particulier la question des prix et des subventions, avec le ministère du Travail aux côtés du Norsk Bonde- og Småbrukarlag (Syndicat des agriculteurs et des petits exploitants). Il possède 61 000 membres, avec 607 sections locales dans 18 comtés.

## Histoire
Le Norges Bondelag est fondé en 1896 sous le nom de Norges Landmandsforbund et adopte son nom actuel en 1922. En 1920, il se dote de son propre parti politique, le Parti des paysans, qui est à l'origine de l'actuel Parti du centre. Les deux entités se sont ultérieurement séparées.
Bondebladet, l'hebdomadaire officiel du Norges Bondelag, paraît depuis 1972.